# Jazz néerlandais

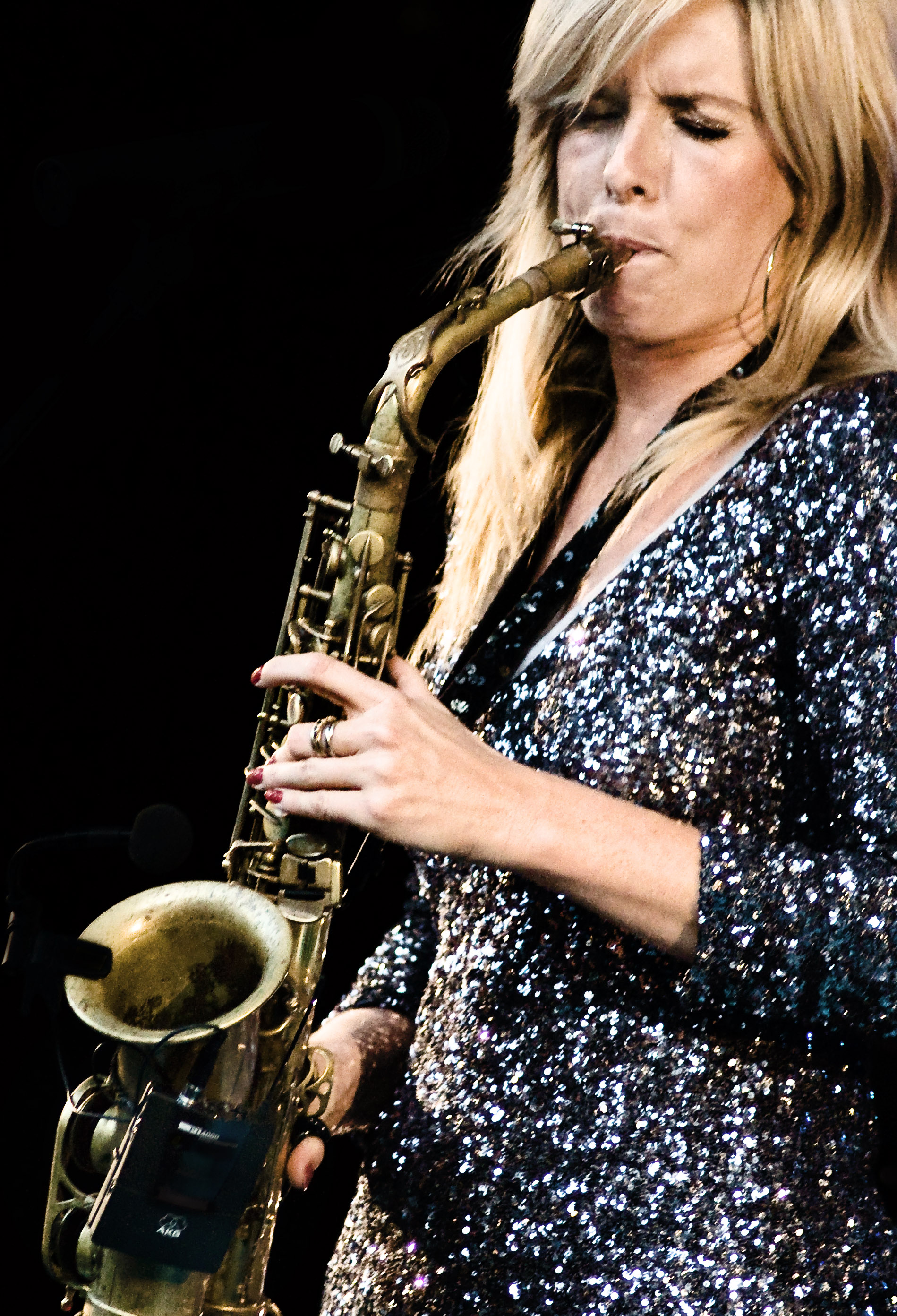
Candy Dulfer.

Le jazz néerlandais décrit l'histoire et l'évolution du jazz aux Pays-Bas depuis les années 1920, ainsi que les musiciens du genre qui y ont joué un rôle. Tout comme la Belgique, les Pays-Bas possèdent une riche tradition de jazz, avec des orchestres, des musiciens de jazz et des compositeurs de renom tels que Melle Weersma, The Ramblers, le Dutch Swing College Band, Louis van Dijk, Rita Reys, Hans et Candy Dulfer.

## Histoire

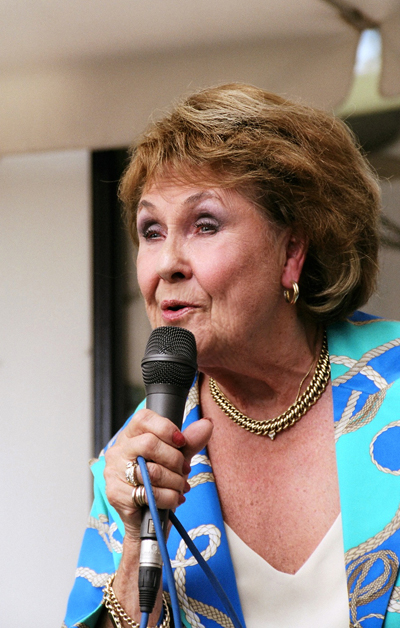
Rita Reys en 2004.

À partir de 1900, Alphons Janssens (1865-1951) est un pasteur originaire de La Nouvelle-Orléans. En 1910, il apporte aux Pays-Bas les premiers cylindres de cire contenant du jazz. Ceux-ci sont malheureusement perdus. Peu après, il apporte les premiers disques de jazz. Alphons Janssens succède à la Nouvelle-Orléans à Franciscus Janssens (1843-1897), son cousin plus âgé, qui s'intéressait déjà beaucoup au gospel en tant que style de musique d'église. Alphons Janssens était le parrain du pionnier du jazz Max Goijarts (1907-1975). Lors de ses différentes visites à Tilburg, Alphons enthousiasme le petit Max pour le jazz.
Le premier disque des Américains de l'Original Dixieland Jass Band sort aux États-Unis en 1917. Il faudra cependant attendre 1920 pour que le nouveau style de jazz s'impose vraiment aux Pays-Bas. Cette année-là, l'orchestre anglais Mayfair Jazz effectue une tournée aux Pays-Bas, initiant le public des Pays-Bas à la musique de jazz. Il est possible que l'orchestre se soit également produit en Belgique la même année.
En 1926, les Pays-Bas font la connaissance de deux grands noms du jazz américain : le saxophoniste et clarinettiste Sidney Bechet et l'orchestre de Paul Whiteman effectuent tous deux une tournée en Belgique et aux Pays-Bas. C'est surtout Paul Whiteman qui, en tant qu'ambassadeur du jazz, fait comprendre, par le biais d'interviews, ce qu'est réellement le jazz : non seulement une danse, mais rien de moins qu'une nouvelle forme d'art. Whiteman prépare soigneusement son offensive de charme. Son programme comprend souvent la chanson Rhapsody in Blue de George Gershwin et même des arrangements de compositeurs classiques tels que Liszt et Wagner, tout cela dans l'objectif de présenter au public le jazz comme un genre musical sérieux. Cependant, les radiodiffuseurs néerlandais n'étaient pas très enthousiastes à l'idée de diffuser du jazz. Seule VARA ose le faire et le groupe The Ramblers peut être entendu régulièrement. Avec leur mélange de musique de divertissement et de jazz, les Ramblers deviendront même l'orchestre maison de VARA en 1936. L'AVRO dispose également de son propre orchestre de danse à partir de 1935, dirigé par Hans Mossel. Après Hans Mossel, Klaas van Beeck devient le chef d'orchestre de l'orchestre de danse de l'AVRO en 1938,.
Parmi les autres musiciens de jazz contemporains connus, citons le clarinettiste/saxophoniste Ab Baars, le batteur Han Bennink, la chanteuse Greetje Bijma, Fay Claassen, le pianiste bebop Rein de Graaff, le saxophoniste alto Benjamin Herman (chef d'orchestre du New Cool Collective), le pianiste Guus Janssen, le saxophoniste alto Paul van Kemenade, le contrebassiste et pianiste Niko Langenhuijsen, les trombonistes Willem van Manen et Wolter Wierbos, le saxophoniste bebop-alto Piet Noordijk, Tineke Postma, l'accordéoniste Joe Vanenkhuizen, le chef d'orchestre Herman de Wit et la chanteuse Yvonne Walter.